# Bruce Beresford
Bruce Beresford (Sydney, 1940. augusztus 16. –) ausztrál filmrendező.

## Élete
Bruce Beresford 1940. augusztus 16-án született Sydney-ben Leslie és Lona Beresford gyermekeként.
Egyetemi tanulmányait a Sydneyi Egyetemen végezte 1962-ben.
A reklámszakmában dolgozott, majd az Ausztráliai Rádió Bizottság munkatársa volt. 1960–1975 között főként rövidfilmeket, majd Ausztráliában és Olaszországban operákat is rendezett. 1961-ben Angliába ment, ahol alkalmi munkákat vállalt és tanított. 1964–1966 között tanulmányúton volt Nigériában. 1966–1971 között a Brit Filmintézet gyártásvezetője volt. 1971 óta játékfilmrendező.

## Filmográfia

### Film
| Év   | Magyar cím                     | Eredeti cím                      | Feladatkör | Feladatkör | Feladatkör |
| Év   | Magyar cím                     | Eredeti cím                      | Rendező    | Író        | Producer   |
| ---- | ------------------------------ | -------------------------------- | ---------- | ---------- | ---------- |
| 1972 | Barry McKenzie kalandjai       | The Adventures of Barry McKenzie | Igen       | Igen       | Nem        |
| 1974 |                                | Barry McKenzie Holds His Own     | Igen       | Igen       | Igen       |
| 1975 |                                | Side by Side                     | Igen       | Igen       | Nem        |
| 1976 |                                | Don's Party                      | Igen       | Nem        | Nem        |
| 1977 | A bölcsesség elnyerése         | The Getting of Wisdom            | Igen       | Nem        | Nem        |
| 1978 | A pénzszállítók                | Money Movers                     | Igen       | Igen       | Nem        |
| 1980 | ’Betörő’ Morant                | Breaker Morant                   | Igen       | Igen       | Nem        |
| 1980 |                                | The Club                         | Igen       | Nem        | Nem        |
| 1981 |                                | Puberty Blues                    | Igen       | Nem        | Nem        |
| 1983 | Az Úr kegyelméből              | Tender Mercies                   | Igen       | Nem        | Nem        |
| 1985 | Dávid király                   | King David                       | Igen       | Nem        | Nem        |
| 1986 | A nyomor rabjai (A bádogváros) | The Fringe Dwellers              | Igen       | Igen       | Igen       |
| 1986 | Bűnös szívek                   | Crimes of the Heart              | Igen       | Nem        | Nem        |
| 1987 | Ária                           | Aria                             | Igen       | Igen       | Nem        |
| 1989 | Bibis alibi                    | Her Alibi                        | Igen       | Nem        | Nem        |
| 1989 | Miss Daisy sofőrje             | Driving Miss Daisy               | Igen       | Nem        | Nem        |
| 1990 | Mister Johnson                 | Mister Johnson                   | Igen       | Nem        | Nem        |
| 1991 | Fekete köpeny                  | Black Robe                       | Igen       | Nem        | Nem        |
| 1993 | Puha kis sasfészek             | Rich in Love                     | Igen       | Nem        | Nem        |
| 1994 | Afrika koktél                  | A Good Man in Africa             | Igen       | Nem        | Igen       |
| 1994 | Eladó a családom               | Curse of the Starving Class      | Nem        | Igen       | Vezető     |
| 1994 | A csend fogságában             | Silent Fall                      | Igen       | Nem        | Nem        |
| 1996 | Az utolsó tánc                 | Last Dance                       | Igen       | Nem        | Nem        |
| 1997 | Láger az édenkertben           | Paradise Road                    | Igen       | Igen       | Nem        |
| 1999 |                                | Sydney: A Story of a City        | Igen       | Nem        | Nem        |
| 1999 | Kettős kockázat                | Double Jeopardy                  | Igen       | Nem        | Nem        |
| 2001 | A szél menyasszonya            | Bride of the Wind                | Igen       | Nem        | Nem        |
| 2002 |                                | Evelyn                           | Igen       | Nem        | Nem        |
| 2006 | Kalandtúra                     | The Contract                     | Igen       | Nem        | Nem        |
| 2009 |                                | Mao's Last Dancer                | Igen       | Nem        | Nem        |
| 2011 | Béke, szerelem és félreértés   | Peace, Love & Misunderstanding   | Igen       | Nem        | Nem        |
| 2016 |                                | Mr. Church                       | Igen       | Nem        | Nem        |
| 2018 | Hölgyek feketében              | Ladies in Black                  | Igen       | Igen       | Nem        |

### Televízió
| Év   | Magyar cím                               | Eredeti cím                          | Megjegyzések                   |
| ---- | ---------------------------------------- | ------------------------------------ | ------------------------------ |
| 2003 | És a főszerepben Pancho Villa, mint maga | And Starring Pancho Villa as Himself | rendező (tévéfilm)             |
| 2013 |                                          | Bonnie & Clyde                       | rendező minisorozat (2 epizód) |
| 2016 | Gyökerek                                 | Roots                                | rendező minisorozat (1 epizód) |
| 2017 |                                          | Flint                                | rendező (tévéfilm)             |

## Díjai
- Genie-díj (1991) Fekete köpeny - A vadak földjén (1991)